# The Case of the Lucky Legs
The Case of the Lucky Legs ist ein US-amerikanischer Kriminalfilm des Regisseurs Archie Mayo aus dem Jahr 1935 mit Warren William in der Hauptrolle. Der Film basiert auf dem 1934 erschienenen, im Original gleichnamigen Roman Die schönsten Beine von Cloverdale von Erle Stanley Gardner. Der Film ist der dritte von sechs Perry-Mason-Filmen von Warner Bros. und der dritte mit William in der Rolle des Strafverteidigers Perry Mason.

## Handlung
Margie Clune gewinnt den von Frank Patton organisierten Schönheitswettbewerb „Lucky Legs“, hat aber Schwierigkeiten, ihren Preis in Höhe von 1.000 Dollar zu erhalten, als der Veranstalter die Stadt verlässt. Es stellt sich heraus, dass es sich um einen Betrug handelt, den Patton schon einmal durchgeführt hat. Als er später erstochen aufgefunden wird, ist Clune die Hauptverdächtige.

## Veröffentlichung
The Case of the Lucky Legs wurde am 5. Oktober 1935 in den US-amerikanischen Kinos uraufgeführt.

## Rezeption
In einem Artikel für The Spectator im Jahr 1936 lobte Graham Greene den Film als „einen bewundernswerten Film“, der leider als Ersatz für I Give My Heart diente (ein Film, den Greene als schrecklich bezeichnete). Greene vergleicht die Figur des Perry Mason mit anderen ähnlichen fiktiven Detektiven wie Sherlock Holmes, Lord Peter Wimsey, Charlie Chan und den von William Powell geschaffenen und kommt zu dem Schluss, dass Mason sein Lieblingsdetektiv im Film ist, weil er eine authentischere Schöpfung ist und empfiehlt den Film als „guten Mason, wenn auch nicht als guten Detektiv“.